# Metalype uncatissima
Metalype uncatissima là một loài Trichoptera trong họ Psychomyiidae. Chúng phân bố ở miền Cổ bắc.